# 牛歩戦術
牛歩戦術（ぎゅうほせんじゅつ）とは、議会内での投票の際、呼名された議員が故意に投票箱までの移動に時間をかける行為である。牛の歩みのようにゆっくりと移動することからこの呼び名がある。日本の国会において少数派が議院規則の範囲内で議事妨害を行う手段の一つとして用いられる。

## 日本の議会
日本の国会の本会議では、1/5以上の議員からの要求があった場合、採決において記名投票を行わなければならない。記名投票では一人ずつ演壇上の投票箱に投票する。この際、投票までの間、時には立ち止まったり足踏みしたりしながらゆっくり前進し、投票のために並んだ議員の列を妨害して時間稼ぎをすることが牛歩戦術である。長く静止したり後退すると、投票の意思がないとみなされて棄権と扱われうるため、周期的に肩を左右に傾けるなどの動作をとりつつ、少しずつ前進していく。
牛歩を行う名分としては審議が不十分であることを上げている事が多く、それにもかかわらず採決を強行（強行採決）したとして議長不信任決議案・委員長解任決議案を、問題のある議案を強引に成立させようとしている等の理由で内閣不信任決議案か首相や担当閣僚の問責決議案を提出する。これらは先決議案として焦点の議案より先に採決されるので、その場でも牛歩を行い消費時間を増やす。
衆議院規則では、議長職権により投票時間を制限できる規定が明記されているが、参議院規則にはない。しかし、参議院でも議長職権により投票時間を制限されて投票を打ち切られた例がある。
牛歩戦術の狙いは次の4つ。しかし、牛歩のみによって妨害が成功した例は少ない。
1. 議場（議会が開かれている部屋）を一度出てしまうと、その議会が終了するまで議場に入れないという決まりがある（議場閉鎖）。このため、たとえば賛成派議員の中からトイレを我慢できなくなって、投票する前に部屋を出る議員が現れてくれれば、その分賛成票を減らすことができる。
2. 午前0時、つまり日付が変わった時点で投票が終了していない場合は、その投票自体が無効になるという決まりがある。このため、議題の可決をある程度先延ばしすることができる。
3. 法案は、国会の会期中に可決するか、継続審議の手続きを行わないと廃案となる。会期末まで牛歩を続ければ、理論上は廃案にできる。
4. 争点となっている法案の成立を阻止するべく、国会内で身を挺して抵抗している姿を国民に対して強くアピールする。

これらのうち、前3者は古典的な目的であるが、成立することはまず考えられない。近年は4番目の目的で実行されることがほとんどである。
日本では戦前、帝国議会で1929年（昭和4年）、小選挙区制法案に反対した野党・立憲民政党が、牛歩戦術の初出とされる。3月9日、立憲民政党は議長不信任決議案を提出し、記名投票では「一人一人一歩一歩ゆるゆると葬列のような恰好で、まるで病牛が屠所に引かれていくかのような調子で登壇して投票した」。この牛歩で、時間を1時間以上稼ぐことに成功した。
第二次世界大戦の敗戦後、初めて議会に進出した日本社会党や日本共産党もまた、牛歩戦術を使うようになった。日本国憲法が公布され、帝国議会から国会に改組されてからの本格的な牛歩は、野党時代の日本自由党により、大野伴睦の発案で最初に行われた。自民党が政権を握っていた55年体制下では、日本社会党や日本共産党が得意とした戦術であり、その後の自公連立政権下でも民主党などが行うことがあった。ただし、民主党は党としては行わず、議員個人の裁量に任せるという形を取っていた。一回の投票での最長記録は1992年のPKO法案採決阻止を目的とした下条進一郎参院国際平和協力特別委員長問責決議案での13時間8分である。
1998年に参議院で押しボタン式投票が導入されたが、出席議員の1/5以上の要求があれば、従来通り記名投票が可能なので、牛歩を阻止できるものではない。押しボタン式投票は衆議院では導入されていない。
|                        | 会議名     | 議案の名称                                               | 実行会派                                    | 内容 |
| ---------------------- | ---------- | -------------------------------------------------------- | ------------------------------------------- | --- |
| 1929年                 | 衆議院     | 小選挙区法案                                             | 立憲民政党                                  | 小選挙区法案阻止が目的。結果的に成功。 |
| 1946年 8月21日         | 衆議院     |                                                          | 社会党、共産党                              | 樋貝詮三議長不信任決議案の討論打ち切り動議に対抗。時間稼ぎのみだが、結果的に樋貝が辞職したため本来の目的という意味では成功。 |
| 1947年                 | 衆議院     | 臨時石炭鉱業管理法案                                     | 自由党                                      | 保守政党に有利な修正がなされたため、一部成功。 |
| 1948年                 | 長野県議会 |                                                          |                                             | 長野県の分県案可決阻止が目的。本会議は流会となり、結果的に成功。 |
| 1953年 5月18日         | 参議院     | 議長の選挙                                               |                                             | 第3回参議院議員通常選挙後に開かれた国会にて展開。事務総長が議長の任に就き、議長選挙の投票を呼び掛けたが、議長の人選、与党自由党への抵抗の思惑からか牛歩戦術が展開され、投票制限の野次が飛ぶも事務総長は制限を行わず、日付が変わり本会議は流会した。 |
| 1969年                 | 衆参両院   | 大学運営臨時措置法案                                     | 社会党、公明党、共産党、 など               | 失敗。衆議院では4泊5日で抵抗し、投票は計23回に及んだ。定足数確認要求も。参議院では先決議案関連の投票が牛歩で遅滞する中、議長が議事日程変更と法案の起立採決を立て続けに行い成立。 |
| 1975年                 | 参議院     | 公職選挙法改正案                                         | 社会党、公明党、共産党、 など               | 失敗。当時既に問題化していた参議院地方区の一票の格差、また全国区の問題を是正しないまま、政党や労組の選挙運動規制を強化する公選法改正案に反対する趣旨で、会期が残り14時間程に迫る中、行われた。会議録によると、投票が始まった後にも壇上に居座る議員があり、衛視による実力で排除が行われた。 |
| 1987年 4月21日-23日    | 衆議院     | （売上税法案） （マル優制度廃止）                        | 社会党、公明党、共産党、 民社党、社民連など | 直接的には予算案の扱いをめぐる予算委員長解任決議案と大蔵大臣不信任決議案採決時の牛歩。予算案は可決通過したが、直後の統一地方選挙での与党敗北を受けて売上税法案廃案で与野党合意。一方で障害者等以外に対するマル優廃止は実施された。 |
| 1988年                 | 衆参両院   | 消費税法案                                               | 社会党、共産党、 第二院クラブ               | 議長による投票打ち切りで失敗。 |
| 1992年                 | 衆参両院   | PKO法案                                                  | 社会党、共産党、 連合参議院、社民連など     | 5泊6日で抵抗するも失敗。共産以外は一部の牛歩に参加せず。連合参議院は民社系議員は参加せず（民社党は賛成）。なお当時、社民連に所属していた菅直人は、議院運営委員長解任決議案において牛歩に加えてフィリバスターを展開し、衛視の実力により降壇させられた。 |
| 1999年                 | 参議院     | 通信傍受法案など 組織犯罪対策三法案                      | 民主党、共産党、社民党                      | 議長による投票打ち切りで失敗。民主は一部の牛歩に参加せず。 |
| 2004年                 | 衆参両院   | 年金改正法案                                             | 民主党、共産党、社民党                      | 議長が職権で投票を打ち切り、失敗。 |
| 2005年                 | 衆議院     |                                                          | 民主党、共産党、社民党                      | 不完全ながら実行。会期延長の議決時、本会議場に酒気を帯びて出席している自民党議員への抗議が目的。その後、民主党議員にも飲酒者がいたと自民党が反論。懲罰動議の応酬となった。 |
| 2015年 9月18日 9月19日 | 参議院     | 安倍首相問責決議案 鴻池委員長問責決議案 安全保障関連法案 | 生活の党                                    | 民主、共産、社民も実行する示唆もあったが、山本太郎（生活の党共同代表）が牛歩を行った。9月18日に開かれた安倍首相問責決議案ではこの牛歩によって数分遅らせる事が出来たが、議長による投票時間制限で失敗。翌日未明に開かれた本命法案の安全保障関連法案の採決でも失敗したが、この時は同じく廃案で共闘する民主、共産、社民の議員は投票箱に投票する際に立ち止まり、法案や政権へ抗議をした。そのため、僅かだが一部議員も牛歩並みの進度で投票する状況も出た。 |
| 2016年 12月9日         | 参議院     | TPP協定                                                  | 自由党                                      | 民進、共産、社民も実行する示唆もあったが、一部議員が単独で実行。議長による投票時間制限で失敗。 |
| 2016年 12月14日        | 参議院     | IR（統合型リゾート）推進法案                             | 自由党                                      | 一部議員が単独で実行。議長による投票時間制限で失敗。 |
| 2017年 6月15日         | 参議院     | 組織犯罪処罰法改正案                                     | 自由党、社民党、沖縄の風                    | 議長による投票時間制限で失敗。3名が投票時間に間に合わず棄権扱い。 |
| 2022年 2月22日         | 衆議院     | 2022年度予算案                                           | れいわ新選組                                | 同党所属議員が実行。登壇の際、一人一人が予算案反対のアピールを行った。議長による投票時間制限で失敗。 |
| 2023年 2月28日         | 衆議院     | 2023年度予算案                                           | れいわ新選組                                | 同党所属の櫛渕万里と大石晃子が実行。議長による投票時間制限で失敗。大石が投票時間に間に合わず棄権扱い。 |
| 2023年 3月28日         | 参議院     | 2023年度予算案                                           | れいわ新選組                                | 同党所属の山本太郎、木村英子らが実行。議長による投票時間制限で失敗。山本、木村が投票時間に間に合わず棄権扱い。 |
| 2024年 3月1日          | 衆議院     | 小野寺衆院予算委員長解任決議案                           | れいわ新選組                                | 同党所属の大石晃子が実行。議長による投票時間制限で失敗。大石が投票時間に間に合わず棄権扱い。 |
| 2024年 3月1日          | 衆議院     | 鈴木財相不信任決議案                                     | れいわ新選組                                | 同党所属の櫛渕万里と大石晃子が実行。議長による投票時間制限で失敗。大石が投票時間に間に合わず棄権扱い。 |

## その他の牛歩戦術
- 議会の例ではないが、1990年にオウム真理教信者の転入届提出阻止を目的として、熊本県波野村役場で村民有志が実行した。役場の業務時間内に信者は書類を提出できず、成功した。なお、その後に提起された行政訴訟では、村による転入届不受理は違法と認定され、村はオウム真理教に敗訴した。
- 「牛歩戦術」はわざと時間をかけるという意味で、時給制の仕事をわざとゆっくり行うことの喩としても用いられる。また、なかなか完成しない公共事業への批判にも（いわゆる利権企業が）わざと工事を遅らせ、長期に渡って利益を得ようとしているとしてこの言葉が使用されることがある。ただ、「牛歩」と呼ぶ場合は、歩みが遅いこと、特に行列の進みが遅いこと一般にも用いられる。列さばきの手際が悪いことや、さらに接客などで列さばきが悪いために行列が伸び、客が多いように見えることを“牛歩戦術”と皮肉る用例もある。
- 沖縄の普天間基地移設工事に抗議する市民団体が、ダンプカーの往来を妨害することを目的に道路を牛歩で横断する活動を行っている。2024年には、牛歩を行っていた活動家、警備員がダンプカーと接触して活動家が負傷、警備員が死亡する事故が発生した[14]。